# ドルンビルン
ドルンビルン（標準ドイツ語：Dornbirn, アレマン語（オーストリアアレマン語）：Doarobiro（ドアーロビーロ））は、オーストリアのフォアアールベルク州のドルンビルン郡にある都市。

## 姉妹都市
- ケチケメート、ハンガリー 1998年
- セレスタ、フランス 2006年